# Temporada 2003-04 de l'NBA
La temporada 2003-04 de l'NBA fou la 58a en la història de l'NBA. Detroit Pistons fou el campió després de guanyar a Los Angeles Lakers per 4-1.

## Aspectes més rellevants
- Fou l'última temporada de la Divisió Oest Mitjà de l'NBA i Minnesota Timberwolves en seria el darrer Campió. com que l'any següent es canviaria el format d'ambdues conferències, augmentant el nombre de divisions a 3.
- Houston Rockets jugà per primera vegada en el seu nou pavelló, el Toyota Center.
- L'All-Star Game es disputà en l'Staples Center de Los Angeles, Califòrnia, amb victòria per 136-132 de l'Oest. Shaquille O'Neal fou nomenat MVP del partit.
- Houston Rockets, Denver Nuggets i Cleveland Cavaliers estrenaren un nou uniforme.
- Abans de començar la temporada, Karl Malone i Gary Payton accediren a una rebaixa dels seus salaris per a poder fitxar pels Lakers, compartint vestuari amb Kobe Bryant i Shaquille O'Neal. L'objectiu d'ambdós veterans jugadors d'aconseguir un anell fracassà, ja que van perdre les finals davant Detroit Pistons per 4-1.
- El "gran trio" dels Timberwolves –Kevin Garnett, Latrell Sprewell i Sam Cassell– meravellà l'NBA, però van ser eliminats pels Lakers en les finals de la conferència. Era el primer cop que els Timberwolves passaven de la primera ronda de playoffs.
- Fou una de les pitjors temporades quant a anotació. Molts equips registraren les seves pitjors marques en diverses categories d'anotació.
- LeBron James (1a elecció, Cleveland), Carmelo Anthony (3a elecció, Denver), Chris Bosh (4a elecció, Toronto) i Dwyane Wade (5a elecció, Miami), i altres, formaren un dels millores drafts de la història. Anthony i Wade lideraren els seus equips i arribaren als playoffs. James guanyà el premi a rookie de l'any.
- Després de set temporades negatives, Memphis Grizzlies aconseguí un balanç de 50-32 i s'assegurà la seva primera participació en els playoffs. També fou la seva darrera campanya al Pyramid Arena.

## Classificacions

### Conferència Est
| Equip              | V  | D  | %V   | P  |
| ------------------ | -- | -- | ---- | -- |
| New Jersey Nets    | 47 | 35 | ,573 | -  |
| Miami Heat         | 42 | 40 | ,512 | 5  |
| New York Knicks    | 39 | 43 | ,476 | 8  |
| Boston Celtics     | 36 | 46 | ,439 | 11 |
| Philadelphia 76ers | 33 | 49 | ,402 | 14 |
| Washington Wizards | 25 | 57 | ,305 | 22 |
| Orlando Magic      | 21 | 61 | ,256 | 26 |

| Equip               | V  | D  | %V   | P  |
| ------------------- | -- | -- | ---- | -- |
| Indiana Pacers      | 61 | 21 | ,744 | -  |
| Detroit Pistons C   | 54 | 28 | ,659 | 7  |
| New Orleans Hornets | 41 | 41 | ,500 | 20 |
| Milwaukee Bucks     | 41 | 41 | ,500 | 20 |
| Cleveland Cavaliers | 35 | 47 | ,427 | 26 |
| Toronto Raptors     | 33 | 49 | ,402 | 28 |
| Atlanta Hawks       | 28 | 54 | ,341 | 33 |
| Chicago Bulls       | 23 | 59 | ,280 | 38 |

### Conferència Oest
| Equip                  | V  | D  | %V   | P  |
| ---------------------- | -- | -- | ---- | -- |
| Minnesota Timberwolves | 58 | 24 | ,707 | -  |
| San Antonio Spurs      | 57 | 25 | ,695 | 1  |
| Dallas Mavericks       | 52 | 30 | ,634 | 6  |
| Memphis Grizzlies      | 50 | 32 | ,610 | 8  |
| Houston Rockets        | 45 | 37 | ,549 | 13 |
| Denver Nuggets         | 43 | 39 | ,524 | 15 |
| Utah Jazz              | 42 | 40 | ,512 | 16 |

| Equip                  | V  | D  | %V   | P  |
| ---------------------- | -- | -- | ---- | -- |
| Los Angeles Lakers     | 56 | 26 | ,683 | -  |
| Sacramento Kings       | 55 | 27 | ,671 | 1  |
| Portland Trail Blazers | 41 | 41 | ,500 | 15 |
| Golden State Warriors  | 37 | 45 | ,451 | 19 |
| Seattle SuperSonics    | 37 | 45 | ,451 | 19 |
| Phoenix Suns           | 29 | 53 | ,354 | 27 |
| Los Angeles Clippers   | 28 | 54 | ,341 | 28 |

* V: victòries
* D: Derrotes
* %V: Percentatge de victòries
* P: Diferència de partits respecte al primer lloc
* C: Campió

## Playoffs
Els equips en negreta van avançar fins a la següent ronda. Els números a l'esquerra de cada equip indiquen la posició de l'equip en la seva conferència, i els números a la dreta indiquen el nombre de partits que l'equip va guanyar en aquesta ronda. Els campions de divisió estan marcats per un asterisc. L'avantatge de pista local no pertany necessàriament a l'equip de posició més alta al seu grup, sinó a l'equip amb un millor rècord a la temporada regular; els equips que gaudeixen de l'avantatge de casa es mostren en cursiva.
|  | Primera Ronda | Primera Ronda | Primera Ronda |   |               | Semifinals de Conferència | Semifinals de Conferència | Semifinals de Conferència |  |    | Finals de Conferència | Finals de Conferència | Finals de Conferència |  |    | Final NBA | Final NBA | Final NBA |
|  |               |               |               |   |               |                           |                           |                           |  |    |                       |                       |                       |  |    |           |           |           |
|  | E1            | * Indiana     | 4             |   |               |                           |                           |                           |  |    |                       |                       |                       |  |    |           |           |           |
|  | E8            | Boston        | 0             |   |               |                           |                           |                           |  |    |                       |                       |                       |  |    |           |           |           |
|  | E8            | Boston        | 0             |   | E1            | * Indiana                 | 4                         |                           |  |    |                       |                       |                       |  |    |           |           |           |
|  |               |               |               |   | E1            | * Indiana                 | 4                         |                           |  |    |                       |                       |                       |  |    |           |           |           |
|  |               | E4            | Miami         | 2 |               |                           |                           |                           |  |    |                       |                       |                       |  |    |           |           |           |
|  | E4            | E4            | Miami         | 2 | Miami         | 4                         |                           |                           |  |    |                       |                       |                       |  |    |           |           |           |
|  | E4            |               |               |   | Miami         | 4                         |                           |                           |  |    |                       |                       |                       |  |    |           |           |           |
|  | E5            | New Orleans   | 3             |   |               |                           |                           |                           |  |    |                       |                       |                       |  |    |           |           |           |
|  | E5            | New Orleans   | 3             |   |               |                           |                           |                           |  | E1 | * Indiana             | 2                     |                       |  |    |           |           |           |
|  |               |               |               |   |               |                           |                           |                           |  | E1 | * Indiana             | 2                     |                       |  |    |           |           |           |
|  |               | E3            | Detroit       | 4 |               |                           |                           |                           |  |    |                       |                       |                       |  |    |           |           |           |
|  | E3            | E3            | Detroit       | 4 | Detroit       | 4                         |                           |                           |  |    |                       |                       |                       |  |    |           |           |           |
|  | E3            |               |               |   | Detroit       | 4                         |                           |                           |  |    |                       |                       |                       |  |    |           |           |           |
|  | E6            | Milwaukee     | 1             |   |               |                           |                           |                           |  |    |                       |                       |                       |  |    |           |           |           |
|  | E6            | Milwaukee     | 1             |   | E3            | Detroit                   | 4                         |                           |  |    |                       |                       |                       |  |    |           |           |           |
|  |               |               |               |   | E3            | Detroit                   | 4                         |                           |  |    |                       |                       |                       |  |    |           |           |           |
|  |               | E2            | *New Jersey   | 3 |               |                           |                           |                           |  |    |                       |                       |                       |  |    |           |           |           |
|  | E2            | E2            | *New Jersey   | 3 | * New Jersey  | 4                         |                           |                           |  |    |                       |                       |                       |  |    |           |           |           |
|  | E2            |               |               |   | * New Jersey  | 4                         |                           |                           |  |    |                       |                       |                       |  |    |           |           |           |
|  | E7            | New York      | 0             |   |               |                           |                           |                           |  |    |                       |                       |                       |  |    |           |           |           |
|  | E7            | New York      | 0             |   |               |                           |                           |                           |  |    |                       |                       |                       |  | E3 | Detroit   | 4         |           |
|  |               |               |               |   |               |                           |                           |                           |  |    |                       |                       |                       |  | E3 | Detroit   | 4         |           |
|  |               | O2            | * L.A. Lakers | 1 |               |                           |                           |                           |  |    |                       |                       |                       |  |    |           |           |           |
|  | O1            | O2            | * L.A. Lakers | 1 | * Minnesota   | 4                         |                           |                           |  |    |                       |                       |                       |  |    |           |           |           |
|  | O1            |               |               |   | * Minnesota   | 4                         |                           |                           |  |    |                       |                       |                       |  |    |           |           |           |
|  | O8            | Denver        | 1             |   |               |                           |                           |                           |  |    |                       |                       |                       |  |    |           |           |           |
|  | O8            | Denver        | 1             |   | O1            | * Minnesota               | 4                         |                           |  |    |                       |                       |                       |  |    |           |           |           |
|  |               |               |               |   | O1            | * Minnesota               | 4                         |                           |  |    |                       |                       |                       |  |    |           |           |           |
|  |               | O4            | Sacramento    | 3 |               |                           |                           |                           |  |    |                       |                       |                       |  |    |           |           |           |
|  | O4            | O4            | Sacramento    | 3 | Sacramento    | 4                         |                           |                           |  |    |                       |                       |                       |  |    |           |           |           |
|  | O4            |               |               |   | Sacramento    | 4                         |                           |                           |  |    |                       |                       |                       |  |    |           |           |           |
|  | O5            | Dallas        | 1             |   |               |                           |                           |                           |  |    |                       |                       |                       |  |    |           |           |           |
|  | O5            | Dallas        | 1             |   |               |                           |                           |                           |  | O1 | * Minnesota           | 2                     |                       |  |    |           |           |           |
|  |               |               |               |   |               |                           |                           |                           |  | O1 | * Minnesota           | 2                     |                       |  |    |           |           |           |
|  |               | O2            | * L.A. Lakers | 4 |               |                           |                           |                           |  |    |                       |                       |                       |  |    |           |           |           |
|  | O3            | O2            | * L.A. Lakers | 4 | San Antonio   | 4                         |                           |                           |  |    |                       |                       |                       |  |    |           |           |           |
|  | O3            |               |               |   | San Antonio   | 4                         |                           |                           |  |    |                       |                       |                       |  |    |           |           |           |
|  | O6            | Memphis       | 0             |   |               |                           |                           |                           |  |    |                       |                       |                       |  |    |           |           |           |
|  | O6            | Memphis       | 0             |   | O3            | San Antonio               | 2                         |                           |  |    |                       |                       |                       |  |    |           |           |           |
|  |               |               |               |   | O3            | San Antonio               | 2                         |                           |  |    |                       |                       |                       |  |    |           |           |           |
|  |               | O2            | * L.A. Lakers | 4 |               |                           |                           |                           |  |    |                       |                       |                       |  |    |           |           |           |
|  | O2            | O2            | * L.A. Lakers | 4 | * L.A. Lakers | 4                         |                           |                           |  |    |                       |                       |                       |  |    |           |           |           |
|  | O2            |               |               |   | * L.A. Lakers | 4                         |                           |                           |  |    |                       |                       |                       |  |    |           |           |           |
|  | O7            | Houston       | 1             |   |               |                           |                           |                           |  |    |                       |                       |                       |  |    |           |           |           |

## Estadístiques
| Categoria                   | Jugador          | Equip                  | Mitjana/% |
| --------------------------- | ---------------- | ---------------------- | --------- |
| Punts per partit            | Tracy McGrady    | Orlando Magic          | 28,0      |
| Rebots per partit           | Kevin Garnett    | Minnesota Timberwolves | 13,9      |
| Assistències per partit     | Jason Kidd       | New Jersey Nets        | 9,2       |
| Robatoris per partit        | Baron Davis      | New Orleans Hornets    | 2,4       |
| Taps per partit             | Theo Ratliff     | Portland Trail Blazers | 3,6       |
| Percentatge de tirs de camp | Shaquille O'Neal | Los Angeles Lakers     | 58,4      |
| Percentatge de tirs lliures | Peja Stojakovic  | Sacramento Kings       | 92,7      |
| Percentatge de triples      | Anthony Peeler   | Sacramento Kings       | 48,2      |

## Premis
- MVP de la temporada
  -  Kevin Garnett (Minnesota Timberwolves)

- Millor defensor
  -  Ron Artest (Indiana Pacers)

- Rookie de l'any
  -  LeBron James (Cleveland Cavaliers)

- Millor sisè home
  -  Antawn Jamison (Dallas Mavericks)

- Jugador amb millor progressió
  -  Zach Randolph (Portland Trail Blazers)

- Entrenador de l'any
  -  Hubie Brown (Memphis Grizzlies)

- Primer quintet de la temporada
  - A - Kevin Garnett, Minnesota Timberwolves
  - A - Tim Duncan, San Antonio Spurs
  - P - Shaquille O'Neal, Los Angeles Lakers
  - B - Kobe Bryant, Los Angeles Lakers
  - B - Jason Kidd, New Jersey Nets

- Segon quintet de la temporada
  - A - Jermaine O'Neal, Indiana Pacers
  - A - Peja Stojakovic, Sacramento Kings
  - P - Ben Wallace, Detroit Pistons
  - B - Sam Cassell, Minnesota Timberwolves
  - B - Tracy McGrady, Orlando Magic

- Tercer quintet de la temporada
  - A - Ron Artest, Indiana Pacers
  - A - Dirk Nowitzki, Dallas Mavericks
  - P - Yao Ming, Houston Rockets
  - B - Baron Davis, New Orleans Hornets
  - B - Michael Redd, Milwaukee Bucks

- Primer quintet defensiu
  - A - Ron Artest, Indiana Pacers
  - A - Kevin Garnett, Minnesota Timberwolves
  - P - Ben Wallace, Detroit Pistons
  - B - Bruce Bowen, San Antonio Spurs
  - B - Kobe Bryant, Los Angeles Lakers

- Segon quintet defensiu
  - A - Andrei Kirilenko, Utah Jazz
  - A - Tim Duncan, San Antonio Spurs
  - P - Theo Ratliff, Portland Trail Blazers
  - B - Doug Christie, Sacramento Kings
  - B - Jason Kidd, New Jersey Nets

- Primer quintet de rookies
  - LeBron James, Cleveland Cavaliers
  - Carmelo Anthony, Denver Nuggets
  - Dwyane Wade, Miami Heat
  - Chris Bosh, Toronto Raptors
  - Kirk Hinrich, Chicago Bulls

- Segon quintet de rookies
  - Josh Howard, Dallas Mavericks
  - T.J. Ford, Milwaukee Bucks
  - Udonis Haslem, Miami Heat
  - Jarvis Hayes, Washington Wizards
  - Marquis Daniels, Dallas Mavericks